# Bovegno
Bòvegno ist eine norditalienische Gemeinde (comune) mit 2003 Einwohnern (Stand 31. Dezember 2023) in der Provinz Brescia in der Lombardei. Die Gemeinde liegt etwa 28,5 Kilometer nordnordöstlich von Brescia im Val Trompia an der Mella di Irma.

## Gemeindepartnerschaft
Bovegno unterhält eine inneritalienische Partnerschaft mit der Gemeinde Narcao in der Provinz Carbonia-Iglesias.